# Colossus: The Forbin Project
Colossus: The Forbin Project este un film SF-thriller american din 1970 regizat deJoseph Sargent. În rolurile principale joacă actorii Joseph Sargent. Scenariul, realizat de James Bridges se bazează pe romanul Colossus de Dennis Feltham Jones. A câștigat Golden Scroll of Merit în 1979.

## Prezentare
Filmul prezintă un supercomputer masiv al apărării americane, numit Colossus, care devine conștient de sine și încearcă să preia controlul asupra lumii întregi.  

## Actori
- Eric Braeden este Dr. Charles Forbin
- Susan Clark este Dr. Cleo Markham
- Gordon Pinsent este Președintele
- William Schallert este CIA Director Grauber
- Leonid Rostoff este Russian Chairman
- Georg Stanford Brown este John F. Fisher
- Willard Sage este Dr. Blake
- Alex Rodine este Dr. Kuprin
- Martin E. Brooks este Dr. Jefferson J. Johnson
- Marion Ross este Angela Fields
- Dolph Sweet este Missile Commander
- Byron Morrow este  Secretarul de Stat
- Paul Frees este vocea Colossus/Guardian (nemenționat)
- Sid McCoy este Secretarul Apărării